# UFC on ABC: Хилл vs. Раунтри
UFC on ABC: Hill vs. Rountree (также известный как UFC on ABC 8) — турнир по смешанным единоборствам, организованный Ultimate Fighting Championship, который был проведён 21 июня 2025 года на спортивной арене «Baku Crystal Hall» в городе Баку, Азербайджан.

## Подготовка турнира
Этот турнир стал дебютным турниром UFC в Азербайджане.

### Главные события турнира
В качестве заглавного события турнира запланирован бой в полутяжёлом весе, в котором встретятся бывший чемпион UFC в полутяжёлом весе американец Джамаал Хилл (#4 в рейтинге) и бывший претендент на титул чемпиона UFC в полутяжёлом весе американец Халил Раунтри (#7 в рейтинге).
| Заглавное событие - Полутяжёлый вес | Заглавное событие - Полутяжёлый вес | Заглавное событие - Полутяжёлый вес |
| --- | --- | ----------------------------------- |
| Джамаал Хилл | | Халил Раунтри (младший)             |
| JAMAHAL ALEXANDER HILL «Sweet Dreams» (Сладких снов) 34 года (19.05.1991) Рост 193 см, размах рук 201 см, вес 93,2 кг Гражданство: Происхождение: Место рождения: Чикаго, Иллинойс, США Представляет: Гран-Рапидс, Мичиган, США «Black Lion Jiu Jitsu Academy» Дебют в UFC - 25.01.2020 (с рекордом 6-0) Бонусы «Fight of the Night» (2) / «Perfomance of the Night» (2) Претендент на титул чемпиона UFC в полутяжёлом весе (2024) Чемпион UFC в полутяжёлом весе (01.2023-11.2023, освободил) Победитель DWCS 21 (2019, 3-й сезон) Чемпион KnockOut Promotions в полутяжёлом весе (2018) | KHALIL IBN ROUNTREE JUNIOR «The War Hors» (Боевой конь) 35 лет (06.02.1990) Рост 185 см, размах рук 194 см, вес 93,0 кг Гражданство: Происхождение: Место рождения: Лос-Анджелес, Калифорния, США Представляет: Лас-Вегас, Невада, США «Syndicate MMA» Дебют в UFC - 08.07.2016 (с рекордом 4-0) Бонусы «Fight of the Night» (1) / «Perfomance of the Night» (4) Претендент на титул чемпиона UFC в полутяжёлом весе (2024) Финалист The Ultimate Fighter 23 (2016) |                                     |
| Последние бои: 18.01.2025, Иржи Прохазка (#2), TKO3 14.04.2024, Алекс Перейра (ч), TKO2 21.01.2023, Гловер Тейшейра (ч), UDEC 06.08.2022, Тиагу Сантус (#6), TKO4 19.02.2022, Джонни Уокер (#10), KO1 | Последние бои: TKO3, Алекс Перейра (ч), 04.10.2024 TKO3, Энтони Смит (#8), 09.12.2023 TKO1, Крис Дакас (#14), 12.08.2023 SDEC, Дастин Джакоби (#13), 29.10.2022 TKO2, Карл Роберсон, 12.03.2022 |                                     |

### Изменения карда турнира
На турнире ожидалось возвращение в UFC бывшего претендента на титул чемпиона UFC в наилегчайшем весе японца Кёдзи Хоригути, который встретится с топовым российским бойцом Тагиром Уланбековым (#10 в рейтинге). Хоригути не выступал в UFC c ноября 2016 года и за это время стал двукратным чемпионом Rizin FC в легчайшем весе (2018 и 2020 года), первым чемпионом Rizin FC в наилегчайшем весе (2023 год), а также завоевал титул чемпиона Bellator MMA в легчайшем весе (2019 год). 20 мая стало известно, что возвращение Хоригути откладывается, так как он снялся с боя по неизвестной причине, и его заменит казахский боец Азат Максум.

### Анонсированные бои
| Бой | Весовая категория  | Участники боёв и их статистика перед боем (рекорд ММА / рекорд UFC / серия) | Участники боёв и их статистика перед боем (рекорд ММА / рекорд UFC / серия) | Участники боёв и их статистика перед боем (рекорд ММА / рекорд UFC / серия) | Участники боёв и их статистика перед боем (рекорд ММА / рекорд UFC / серия) | Участники боёв и их статистика перед боем (рекорд ММА / рекорд UFC / серия) | Участники боёв и их статистика перед боем (рекорд ММА / рекорд UFC / серия) | Участники боёв и их статистика перед боем (рекорд ММА / рекорд UFC / серия) | Участники боёв и их статистика перед боем (рекорд ММА / рекорд UFC / серия) | Участники боёв и их статистика перед боем (рекорд ММА / рекорд UFC / серия) | Участники боёв и их статистика перед боем (рекорд ММА / рекорд UFC / серия) | Участники боёв и их статистика перед боем (рекорд ММА / рекорд UFC / серия) | Участники боёв и их статистика перед боем (рекорд ММА / рекорд UFC / серия) |
| |                    | Главный кард (Main Card, ABC/ESPN+)                                         |                                                                             |                                                                             |                                                                             |                                                                             |                                                                             |                                                                             |                                                                             |                                                                             |                                                                             |                                                                             |                                                                             |
| 1 | Полутяжёлый вес    | Джамаал Хилл Jamahal «Sweet Dreams» Hill                                    | #4 exЧ, CS                                                                  | 12-3 (1)                                                                    | 6-3 (1)                                                                     | -2                                                                          | vs.                                                                         | Халил Раунтри Khalil «The War Horse» Rountree Jr.                           | #7 (6) exП, TUF                                                             | 13-6 (1)                                                                    | 9-6 (1)                                                                     | -1                                                                          | [ 7 ]                                                                       |
| 2 | Лёгкий вес         | Рафаэль Физиев Rafael «Ataman» Fiziev                                       | #11 (6)                                                                     | 12-4                                                                        | 6-4                                                                         | -3                                                                          | vs.                                                                         | Игнасио Баамондес Ignacio «La Jaula» Bahamondes                             | exT(15) CS                                                                  | 17-5                                                                        | 6-2                                                                         | +3                                                                          | [ 8 ]                                                                       |
| 3 | Тяжёлый вес        | Кёртис Блейдс Curtis «Razor» Blaydes                                        | #5 (2) exПВ                                                                 | 18-5 (1)                                                                    | 13-5 (1)                                                                    | -1                                                                          | vs.                                                                         | Ризван Куниев Rizvan Kuniev                                                 | д CS                                                                        | 13-2-1 (1)                                                                  | -                                                                           | +10                                                                         | [ 9 ]                                                                       |
| 4 | Лёгкий вес         | Тофик Мусаев Tofiq Musayev                                                  | д                                                                           | 22-5                                                                        | -                                                                           | +2                                                                          | vs.                                                                         | Мыктыбек Оролбай Myktybek Orolbai                                           |                                                                             | 13-2-1                                                                      | 2-1                                                                         | -1                                                                          | [ 10 ]                                                                      |
| 5 | Лёгкий вес         | Назим Садыхов Nazim «Black Wolf» Sadykhov                                   | CS                                                                          | 10-1-1                                                                      | 3-0-1                                                                       | +1                                                                          | vs.                                                                         | Николас Мотта Nikolas «Iron» Motta                                          | CS, TUF                                                                     | 15-5 (1)                                                                    | 3-2 (1)                                                                     | +2                                                                          | [ 11 ]                                                                      |
| 6 | Полулёгкий вес     | Мухаммад Наимов Muhammad «Hillman» Naimov                                   | CS                                                                          | 12-3                                                                        | 4-1                                                                         | +1                                                                          | vs.                                                                         | Богдан Град Bogdan «The Unleashed» Grad                                     | CS                                                                          | 15-2                                                                        | 1-0                                                                         | +4                                                                          | [ 12 ]                                                                      |
| |                    | Предварительный кард (Prelims, ABC/ESPN+)                                   |                                                                             |                                                                             |                                                                             |                                                                             |                                                                             |                                                                             |                                                                             |                                                                             |                                                                             |                                                                             |                                                                             |
| 7 | Полусредний вес    | Ко Сык-хён «The Korean Tyson» Seok Hyun Ko                                  | д CS                                                                        | 11-2                                                                        | -                                                                           | +4                                                                          | vs.                                                                         | Обан Эллиотт Oban «The Welsh Gangster» Elliott                              | CS                                                                          | 12-2                                                                        | 3-0                                                                         | +8                                                                          | [ 13 ]                                                                      |
| 8 | Средний вес        | Исмаил Наурдиев Ismail Naurdiev                                             |                                                                             | 24-7                                                                        | 3-2                                                                         | +2                                                                          | vs.                                                                         | Пак Чон-ён «The Iron Turtle» Jun Yong Park                                  |                                                                             | 18-6                                                                        | 8-3                                                                         | +1                                                                          | [ 14 ]                                                                      |
| 9 | Жен. легчайший вес | Дарья Железнякова Daria «The Iron Lady» Zhelezniakova                       |                                                                             | 9-2                                                                         | 1-1                                                                         | -1                                                                          | vs.                                                                         | Мелисса Маллинс Melissa «No Mess» Mullins                                   | exT(15)                                                                     | 7-1                                                                         | 2-1                                                                         | +1                                                                          | [ 15 ]                                                                      |
| 10 | Жен. легчайший вес | Ирина Алексеева Irina «Russian Ronda» Alekseeva                             |                                                                             | 5-2                                                                         | 1-1                                                                         | -1                                                                          | vs.                                                                         | Клаудия Сыгула Klaudia Syguła                                               |                                                                             | 6-2                                                                         | 0-1                                                                         | -1                                                                          | [ 16 ]                                                                      |
| 11 | Наилегчайший вес   | Тагир Уланбеков Tagir Ulanbekov                                             | #10                                                                         | 16-2                                                                        | 5-1                                                                         | +3                                                                          | vs.                                                                         | Азат Максум▲ Azat «Qazaq» Maksum                                            |                                                                             | 17-1                                                                        | 1-1                                                                         | -1                                                                          | [ 17 ]                                                                      |
| 12 | Тяжёлый вес        | Хамди Абдельвахаб Hamdy «The Hammer» Abdelwahab                             |                                                                             | 4-0 (1)                                                                     | 1-0 (1)                                                                     | +4                                                                          | vs.                                                                         | Мохаммед Усман Mohammed «The Motor» Usman                                   | TUFW                                                                        | 10-4                                                                        | 3-2                                                                         | -2                                                                          | [ 18 ]                                                                      |
| |                    | Отменённые бои                                                              |                                                                             |                                                                             |                                                                             |                                                                             |                                                                             |                                                                             |                                                                             |                                                                             |                                                                             |                                                                             |                                                                             |
| | Наилегчайший вес   | Тагир Уланбеков (Tagir Ulanbekov)                                           | #10                                                                         | 16-2                                                                        | 5-1                                                                         | +3                                                                          | vs.                                                                         | Кёдзи Хоригути (Kyoji Horiguchi)▼                                           | exT(3), exП                                                                 | 34-5                                                                        | 7-1                                                                         | +5                                                                          | [ 19 ]                                                                      |
| Условные обозначения: #5 (1) — текущее (лучшее) место бойца в рейтинге, exЧ(В) — бывший чемпион (временный), exП(В) — бывший претендент на титул чемпиона (временного), exТ(3) — боец входил в рейтинг Топ-15 (лучшее место в рейтинге), д — дебютант, CS — боец участвовал в Претендентской серии Дэйны Уайта, R2U — боец участвовал в шоу Road To UFC, TUF — боец участвовал в шоу The Ultimate Fighter, TUFW — боец являлся победителем The Ultimate Fighter, WEC/SF — боец выступал в WEC или Strikeforce до объединения этих организаций с UFC. |                    |                                                                             |                                                                             |                                                                             |                                                                             |                                                                             |                                                                             |                                                                             |                                                                             |                                                                             |                                                                             |                                                                             |                                                                             |

## Церемония взвешивания
Результаты официальной церемонии взвешивания бойцов перед турниром.
| Весовая категория и допустимый лимит в фунтах | Весовая категория и допустимый лимит в фунтах | Участники боёв и их вес в фунтах | Участники боёв и их вес в фунтах | Участники боёв и их вес в фунтах | Участники боёв и их вес в фунтах |
| --------------------------------------------- | --------------------------------------------- | -------------------------------- | -------------------------------- | -------------------------------- | -------------------------------- |
| Полутяжёлый вес                               | 205 (+1)                                      | Джамаал Хилл                     | 206                              | Халил Раунтри                    | 206                              |
| Лёгкий вес                                    | 155 (+1)                                      | Рафаэль Физиев                   | 155,5                            | Игнасио Баамондес                | 155,5                            |
| Тяжёлый вес                                   | 265 (+1)                                      | Кёртис Блейдс                    | 258                              | Ризван Куниев                    | 264,5                            |
| Промежуточный вес                             | 165 (+1)                                      | Тофик Мусаев                     | 163 *                            | Мыктыбек Оролбай                 | 165 *                            |
| Лёгкий вес                                    | 155 (+1)                                      | Назим Садыхов                    | 155                              | Николас Мотта                    | 155,5                            |
| Полулёгкий вес                                | 145 (+1)                                      | Мухаммад Наимов                  | 146                              | Богдан Град                      | 146                              |
| Полусредний вес                               | 170 (+1)                                      | Ко Сык-хён                       | 169,5                            | Обан Эллиотт                     | 170,5                            |
| Средний вес                                   | 185 (+1)                                      | Исмаил Наурдиев                  | 186                              | Пак Чон-ён                       | 186                              |
| Легчайший вес (женщины)                       | 135 (+1)                                      | Дарья Железнякова                | 136                              | Мелисса Маллинс                  | 136                              |
| Легчайший вес (женщины)                       | 135 (+1)                                      | Ирина Алексеева                  | 135,5                            | Клаудия Сыгула                   | 135                              |
| Наилегчайший вес                              | 125 (+1)                                      | Тагир Уланбеков                  | 126                              | Азат Максум                      | 126                              |
| Тяжёлый вес                                   | 265 (+1)                                      | Хамди Абдельвахаб                | 264,5                            | Мохаммед Усман                   | 244,5                            |

[*] Первоначально бой между Мусаевым и Оролбаем планировался как бой в легком весе. Не было никаких указаний на то, почему и когда было внесено изменение, но оба участника превысили лимит боев в легком весе во время взвешивания. Уже после окончания турнира выяснилось, что изменение было связано с тем, что Оролбай не смог сбросить весь вес в течение недели боя, что привело к увеличению лимита веса для боя.

## Результаты турнира
В главном бою вечера Халил Раунтри победил Джамаала Хилла единогласным решением судей.
| Статистика поединка: | Статистика поединка: | Статистика поединка:                          | Статистика поединка:                          | Статистика поединка: | Статистика поединка: | Статистика поединка: | Статистика поединка: | Статистика поединка: | Статистика поединка: | Статистика поединка: | Статистика поединка: | Статистика поединка: | Статистика поединка: | Статистика поединка: | Статистика поединка: | Статистика поединка: | Статистика поединка: | Статистика поединка: |
| Участник             | Нокдауны             | Акцентрованные удары (по цели/всего/точность) | Акцентрованные удары (по цели/всего/точность) | По раундам           | По раундам           | По раундам           | По раундам           | По раундам           | По цели              | По цели              | По цели              | По позиции           | По позиции           | По позиции           | Тейкдауны            | Тейкдауны            | Контроль             | Попытка приема       |
| Участник             | Нокдауны             | Акцентрованные удары (по цели/всего/точность) | Акцентрованные удары (по цели/всего/точность) | 1Р                   | 2Р                   | 3Р                   | 4Р                   | 5Р                   | Голова               | Корпус               | Ноги                 | Дистанция            | Клинч                | Партер               | Тейкдауны            | Тейкдауны            | Контроль             | Попытка приема       |
| -------------------- | -------------------- | --------------------------------------------- | --------------------------------------------- | -------------------- | -------------------- | -------------------- | -------------------- | -------------------- | -------------------- | -------------------- | -------------------- | -------------------- | -------------------- | -------------------- | -------------------- | -------------------- | -------------------- | -------------------- |
| Джамаал Хилл         | 0                    | 69/172                                        | 40%                                           | 14/30                | 15/33                | 6/25                 | 8/28                 | 26/56                | 47/142               | 7/12                 | 15/18                | 68/170               | 0/1                  | 1/1                  | 0                    | -                    | 0:00                 | 0                    |
| Халил Раунтри        | 1                    | 102/181                                       | 56%                                           | 17/30                | 15/35                | 15/29                | 18/30                | 37/57                | 30/91                | 42/54                | 30/36                | 102/181              | 0                    | 0                    | 0                    | -                    | 0:00                 | 0                    |

| Бой    | Весовая категория         | Результат боя        | Результат боя     | Результат боя | Результат боя | Результат боя | Результат боя     | Результат боя | Способ победы                                 | Раунд | Время | Рефери в ринге |
|        |                           | Главный кард         |                   |               |               |               |                   |               |                                               |       |       |                |
| Бой 12 | Полутяжёлый вес           |                      | Халил Раунтри     | #7            | поб.          |               | Джамаал Хилл      | #4            | Единогласное решение (49–46, 50–45, 50–45)    | 5     | 5:00  | Херб Дин       |
| Бой 11 | Лёгкий вес                |                      | Рафаэль Физиев    | #11           | поб.          |               | Игнасио Баамондес |               | Единогласное решение (30–27, 30–27, 30–27)    | 3     | 5:00  | Марк Годдард   |
| Бой 10 | Тяжёлый вес               |                      | Кёртис Блейдс     | #5            | поб.          |               | Ризван Куниев     | д             | Раздельное решение (28–29, 29–28, 29–28)      | 3     | 5:00  | Херб Дин       |
| Бой 9  | Промежуточный вес (165) * |                      | Мыктыбек Оролбай  |               | поб.          |               | Тофик Мусаев      | д             | Сдача, болевой приём (кимура)                 | 1     | 4:37  | Рич Митчелл    |
| Бой 8  | Лёгкий вес                |                      | Назим Садыхов     |               | поб.          |               | Николас Мотта     |               | Технический нокаут (хук справа и добивание)   | 2     | 4:17  | Лукаш Босяцкий |
| Бой 7  | Полулёгкий вес            |                      | Мухаммад Наимов   |               | поб.          |               | Богдан Град       |               | Единогласное решение (29–28, 29–28, 29–28)    | 3     | 5:00  | Марк Годдард   |
|        |                           | Предварительный кард |                   |               |               |               |                   |               |                                               |       |       |                |
| Бой 6  | Полусредний вес           |                      | Ко Сык-хён        | д             | поб.          |               | Обан Эллиотт      |               | Единогласное решение (30–27, 30–27, 30–27)    | 3     | 5:00  | Херб Дин       |
| Бой 5  | Средний вес               |                      | Пак Чон-ён        |               | поб.          |               | Исмаил Наурдиев   |               | Единогласное решение (29–26, 29–26, 29-25) ** | 3     | 5:00  | Лукаш Босяцкий |
| Бой 4  | Жен. легчайший вес        |                      | Дарья Железнякова |               | поб.          |               | Мелисса Маллинс   |               | Единогласное решение (29–28, 30–27, 30–27)    | 3     | 5:00  | Рич Митчелл    |
| Бой 3  | Жен. легчайший вес        |                      | Клаудия Сыгула    |               | поб.          |               | Ирина Алексеева   |               | Единогласное решение (30–27, 30–27, 30–27)    | 3     | 5:00  | Лукаш Босяцкий |
| Бой 2  | Наилегчайший вес          |                      | Тагир Уланбеков   | #10           | поб.          |               | Азат Максум       |               | Единогласное решение (29–28, 30–27, 30–27)    | 3     | 5:00  | Рич Митчелл    |
| Бой 1  | Тяжёлый вес               |                      | Мохамед Усман     |               | поб.          |               | Хамди Абдельвахаб |               | Единогласное решение (29–28, 29–28, 29–28)    | 3     | 5:00  | Марк Годдард   |

[**] Рефери в ринге снял два очка с Наурдиева во 2-м раунде за запрещённый удар коленом в голову, повлекший травму соперника.
Официальные судейские карточки турнира.

## Награды
Следующие бойцы были удостоены денежного бонуса в размере $50,000:
- Лучший бой вечера: Назим Садыхов — Николас Мотта
- Выступление вечера: Назим Садыхов и Николас Мотта